# Mycomya neodentata
Mycomya neodentata är en tvåvingeart som beskrevs av Vaisanen 1984. Mycomya neodentata ingår i släktet Mycomya och familjen svampmyggor. Inga underarter finns listade i Catalogue of Life.